# خولشوف پگر
خولشوف پگر (به لهستانی:  Holeszów PGR) یک روستا در لهستان است که در گمینا خاننا واقع شده‌است.